# Henry Sutton
Pour les articles homonymes, voir Sutton.
Henry Sutton, né le 4 septembre 1855 à Ballarat et mort le 28 juillet 1912, est un designer, ingénieur et inventeur australien crédité de contributions aux premiers développements de l'électricité, de l'aviation, de la communication sans fil, de la photographie et de la téléphonie. :10.

## Enfance et formation

### Famille
Henry Sutton, deuxième des onze enfants de Richard Henry Sutton (1831 - 1876). et Mary Sutton (1835 - 1894), née Johnson. naît sous une tente dans les champs aurifères de Ballarat le 4 septembre 1855. :3 Il avait trois frères, avec lesquels il était associé dans l'entreprise musicale Sutton Brothers initialement centrée sur Ballarat. et deux sœurs. Il épouse Elizabeth Ellen Wyatt (1860-1901) en 1881. et Annie May Tatti (1884-), le 17 septembre 1902. qui ont donné naissance à quatre et deux fils, respectivement. :371.

### Éducation
Jusqu'à l'âge de dix ans, Henry Sutton est scolarisé par sa mère, puis fréquente une école publique, puis le collège Gracefield entre 1869 et 1872. :23. Sutton était autodidacte dans le domaine des sciences, ayant lu tous les livres disponibles dans la bibliothèque du Ballarat Mechanics' lnstitute à l'âge de 14 ans.
Henry Sutton suit une formation de dessinateur à l'école de design de Ballarat:18 où il a remporté une médaille d'argent et 30 autres prix de dessin.
Henry Sutton a étudié à la Ballarat University,.

## École Ballarat
Henry Sutton a donné des cours à l'université Ballarat School of Mines de 1883 à 1886.
En 1883, à la suite de ses travaux sur les piles, Henry Sutton est admis comme associé de l'Institution of Electrical Engineers. :50,57. M. Louis Adolphe Cochery ministre des Postes et Télégraphes en France a invité Sutton à devenir membre de la Société Internationale des Electriciens. :50 Sutton s'est également vu proposer d'adhérer aux sociétés électriques d'Amérique, de Belgique et de Russie. :50
En 1890, avant son départ pour l'Angleterre, un dîner d'adieu est organisé par les citoyens de Ballarat, où Henry Sutton s'est vu remettre une adresse lumineuse. :84-8;

## Londres: 1890-1893
Henry Sutton a enregistré le Henry Sutton's Process Syndicate en novembre 1891 à une adresse à Londres pour exploiter son procédé d'impression Henry Suttontype. Le procédé n'est pas considéré comme particulièrement innovant et on dit qu'il n'est pas fiable. Il abandonna l'entreprise pour retourner en Australie,.
En 1892, il est présenté à Nikola Tesla par John William Strutt (3e baron Rayleigh) et William Preece.
Lors du voyage de retour vers l'Australie en 1893, Henry Sutton utilise son procédé d'impression pour contribuer par des images à un journal de bord appelé le Red Sea Scorcher.

## Melbourne
Henry Sutton voyage avec Alexander Graham Bell de Melbourne à Ballarat le 15 août 1910 où ils discutent de leurs découvertes respectives. :225-6.
Henry Sutton meurt subitement, à son domicile ("Waltham", 9 Erskine Street, City of Malvern), le 28 juillet 1912, à l'âge de 56, et est enterré dans le cimetière de Brighton.

## Inventions

### Impression

The Evening Post, Wellington,
24 octobre 1889

New Zealand Times,
26 octobre 1889

Le procédé Suttontype de Henry Sutton pour convertir les photographies en surface d'impression est breveté en 1887,,,.

### Télégraphie sans fil
Henry Sutton découvre, et breveté, un galène "détecteur":134 qui présentait des performances supérieures aux autres dispositifs utilisés jusqu'alors,,,[1].
Henry Sutton avait également construit la première radio portable au monde:222 et détenait un certain nombre d'autres brevets relatifs à la transmission et à la réception sans fil,,,.

## Autres activités

### Aviation
Henry Sutton construit un ornithoptère actionné par une horloge et fonctionnant sur un bras fixe:11 et présente deux articles sur le vol à la Aeronautical Society of Great Britain, en 1878, intitulés " On the Flight of Birds and Aërial Navigation ", et "Second Paper on the Flight of Birds".

### Batteries
En 1881, Henry Sutton avait développé une nouvelle batterie rechargeable,,:18,:318 qui est brevetée l'année suivante. :49,281 Il écrit également sur une invention de batterie composée de cellules de quatre volts qui est décrite comme impossible par le English Mechanic and World of Science en 1890. :170.

### L'éclairage
Henry Sutton fait la démonstration d'un globe lumineux seize jours après celle de Edison, le 31 décembre 1879. :38:316.
Par la suite[Quand ?] La conception de la pompe à vide de Henry Sutton, qui palliait les déficiences de la pompe Sprengel, est utilisée pour la production de globes lumineux par la Edison and Swan Electric Light Company. :42-4:316-7.

### Téléphonie
Après avoir lu l'annonce de l'invention du téléphone faite par Bell en 1876, Henry Sutton avait conçu une vingtaine de téléphones différents en un an,. :316. Sutton aurait[Par qui ?] " cru en la libre circulation de l'information comme un cadeau pour la science... a peu breveté, bien que seize de ses vingt conceptions originales de téléphones aient été brevetées par d'autres à l'étranger ".
La première connexion téléphonique australienne est réalisée à Ballarat et Ballarat East, reliant les casernes de pompiers des deux villes. L'emplacement exact de l'un des appareils téléphoniques est visible dans la caserne de pompiers de Ballarat East. L'appareil permettait autrefois la communication entre les deux brigades de pompiers de Ballarat afin qu'elles puissent localiser plus précisément les incendies depuis leurs tours de guet. Sutton avait également câblé les Sutton's Music Stores. ses entrepôts et bureaux d'entreprise familiale, avec un réseau téléphonique deux ans avant un système téléphonique australien officiel. Sutton a conçu une méthode permettant d'utiliser des conduites de gaz et d'eau dans le cadre d'un circuit téléphonique,.

### Microscopie
En 1885, après une épidémie de choléra sur un navire dans le Queensland, Sutton obtient une lame et parvient à photographier le germe du choléra à un grossissement de 1 000 fois. Une lettre de Henry Sutton à cet effet est publiée dans The Argus (Melbourne) le 28 décembre 1885.

### Photographie
Dans les années 1880, Henry Sutton a également conçu un procédé de photographie en couleur mais, bien que des exemples de ce travail existent, il ne l'a pas commercialisé. :98-9,103.

### La télévision
En 1885, Henry Sutton conçoit, mais ne construit pas, un appareil de télévision mécanique pour voir la Melbourne Cup à Ballarat,. :319.
Henry Sutton avait publié ses plans de téléphages en 1890,, Selon l'historienne Ann Moyal, le concept n'a jamais été démontré avec succès : Le "système de télévision" de Sutton, qu'il appelait "téléphanie", utilisait toutes les dernières technologies, telles que l'"effet Kerr" récemment inventé, le "disque de Nipkow" (que John Logie Baird devait utiliser dans les années 1920) et la "cellule photo-isolatrice résistive". Mais son point faible dans les années 1870 était que le signal devait être transféré par des lignes télégraphiques, la radio n'étant pas encore arrivée, et celles-ci étaient trop lentes pour transmettre avec succès les chevaux fringants de la Melbourne Cup."

### Facsimilé
Henry Sutton a utilisé son système de téléphanie pour faire la démonstration de la transmission par fac-similé avec l'aide de Nikola Tesla en Angleterre. :188-9. Un compte rendu de son invention a ensuite été publié à Washington en 1896, notant que les premiers brevets de transmission d'images à longue distance remontaient à 1867.

### Ascenseurs
Pour le bénéfice de sa mère, qui avait été paralysée par une attaque, un nouvel ascenseur hydraulique avait été installé dans le Henry Suttons Music Emporium nouvellement construit. :109. La faible pression de l'eau à Ballarat et l'absence d'un système de drainage efficace étant incompatibles, Sutton a conçu et construit un nouveau mécanisme hydraulique pour actionner l'ascenseur. Cette conception a ensuite été utilisée par la société Austral Otis et exportée pour être utilisée en Amérique. :110

### Automobile
.

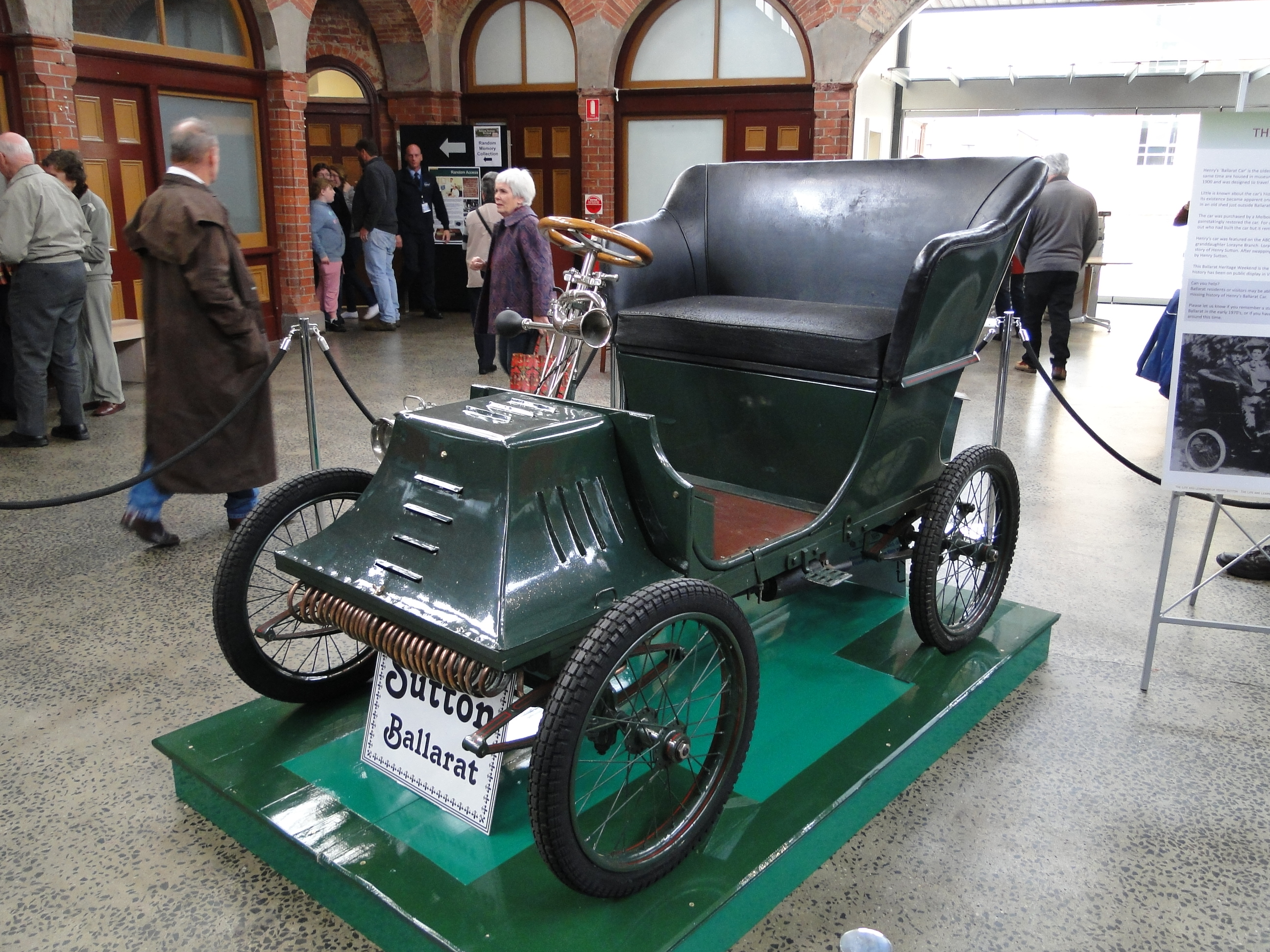
Un Sutton Voiturette Pedal Car, construit à Ballarat, Victoria, Australie, en 1900 et exposé en 2011 au Ballarat Heritage Festival

Henry Sutton peut être considéré comme un inventeur et un concepteur d'automobiles plutôt que comme un fabricant dont les réalisations ont été considérables et reconnues au niveau international. En tant qu'inventeur, il a produit un certain nombre d'automobiles de sa propre conception dans un processus évolutif (entre six et huit), En 1897, un tricycle équipé d'un moteur conçu et construit par Sutton est conduit de Melbourne à Ballarat,,. Malgré des conditions routières atroces, le voyage fut effectué en onze heures et demie, et le véhicule arriva à Ballarat devant une foule de milliers de personnes. :129–32
À partir de 1898, Henry Sutton a détenu des brevets pour des améliorations des carburateurs de moteurs à combustion,,,,,; et, en 1899, il avait construit et conduit la Sutton Autocar, l'une des premières voitures à moteur en Australie.

## Automobile Club of Victoria
Henry Sutton est un membre fondateur du Royal Automobile Club of Victoria; et, lors de sa réunion inaugurale, le 10 décembre 1903, les "objets du club" proposés par Sutton ont été acceptés à l'unanimité par toutes les personnes présentes :

« Les objectifs du club sont la promotion d'une organisation sociale et d'un club, composé principalement de personnes possédant des véhicules autopropulsés ou des motocyclettes ; de fournir un moyen d'enregistrer les expériences des membres et d'autres personnes utilisant des voitures et des motocyclettes ; de promouvoir la recherche dans leur développement ; de coopérer pour obtenir une législation rationnelle et la formation de règles et de règlements appropriés régissant l'utilisation des voitures et des motocyclettes dans les villes et les districts ruraux ; maintenir les droits et privilèges légaux et protéger les intérêts des propriétaires et des utilisateurs de toutes les formes de véhicules autopropulsés chaque fois et partout où ces intérêts, droits et privilèges sont menacés ; promouvoir et encourager l'amélioration, la construction et l'entretien des routes et autoroutes et le développement général dans cet État de l'automobilisme, et maintenir un club qui sera consacré aux intérêts et à l'avancement de l'automobilisme. " »

## Héritage

### Circuit Henry Sutton
Le 20 janvier 2004, plusieurs rues de la nouvelle banlieue de Canberra, Dunlop, ont été nommées d'après des " inventeurs, inventions et artistes " ; et l'une de ces nouvelles rues est appelée " Henry Sutton Circuit ".

### L'oraison Henry Sutton
En 2014, la Telecommunications Association (anciennement connue sous le nom de Telecommunications Society of Australia, dont les origines remontent à la Telegraph Electrical Society, fondée à Melbourne en 1874), a inauguré son Henry Sutton Oration annuelle.

### Poésie
Les Murray (poète) fait référence à Henry Sutton et à la télévision dans son poème de 1990 "The Tube".

### The Science Show
Le journaliste scientifique Robyn Williams a présenté Henry Sutton dans des épisodes de sa longue émission de radio.